# Odznaka „Za zasługi dla województwa warszawskiego”
Odznaka „Za zasługi dla województwa warszawskiego” – polskie odznaczenie samorządowe ustanowione 30 czerwca 1961 uchwałą warszawskiej WRN, nadawane w formie odznaki za wybitne zasługi osobom wyróżniającym się w działalności zawodowej oraz społeczno-politycznej dla rozwoju gospodarczego, kulturalnego i socjalnego województwa warszawskiego. Przyznawana była przez Prezydium Wojewódzkiej Rady Narodowej w Warszawie.
Odznaka podzielona była na trzy stopnie:
- Złota Odznaka „Za zasługi dla województwa warszawskiego”
- Srebrna Odznaka „Za zasługi dla województwa warszawskiego”
- Brązowa Odznaka „Za zasługi dla województwa warszawskiego”

Odznaka miała kształt żetonu, którego głównym motywem była ośmiopromienna gwiazda o zmiennych promieniach, okalająca czworobok wydłużony, którego górną połowę stanowiła tarcza z orłem piastowskim na tle czerwonej emalii, a dolną połowę wypełniał napis w trzech wierszach „ZA ZASŁUGI DLA WOJEWÓDZTWA WARSZAWSKIEGO”. Boki pionowe czworoboku wieńczył wieniec laurowy. Odznaka powieszona była na zawieszce emaliowanej w kolorze białym i czerwonym. Na rewersie odznaki znajdował się napis w trzech wierszach „MAZOWSZE–KURPIE–PODLASIE”, ozdobiony listkami. Wykonana była z pozłacanego, posrebrzanego lub patynowanego tombaku, a jej wymiary to 38 × 32 mm (odznaka) i 34 × 13 mm (zawieszka).